# Anacanthus barbatus
Anacanthus barbatus är en fiskart som beskrevs av Gray 1830. Anacanthus barbatus ingår i släktet Anacanthus och familjen filfiskar. IUCN kategoriserar arten globalt som livskraftig. Inga underarter finns listade i Catalogue of Life.